# Лизергид
Лизергид или диетиламид лизергинске киселине (скраћено ЛСД или ЛСД-25; колоквијално познат и као трип, есид, слајд, киселина) је један од најпотентијих халуциногена. 
Синтетисао га је 1938. године швајцарски научник Алберт Хофман из главнице ражи (лат. claviceps purpurea), гљивице која живи на класју ражи. Може се наћи у облику таблета, гела, пилула, картончића украшеног цртежима (енгл. blotter) или у течном стању. У чистом облику је без мириса, без боје и без укуса.
ЛСД је убрзо након открића постао терапеутски лек који је обећавао. Међутим, због раширене ванмедицинске употребе, веома популарне 1960-их година у западном свету, ЛСД је 1967. године проглашен илегалном дрогом. Неке организације се и данас залажу за наставак истраживања могућих примена ЛСД.

## Историја
Средином 19. века су учињени први покушаји да се изолује активна супстанца ражане главице (или ергота), гљива које као паразити живе на житарицама. 1907. године су постигнути први успеси, а раних 1930-их, је изоловано заједничко језгро ергота, која је добило име лисергинска киселина. Тада је установљено да алкалоиди ражане главице појачавају контракције материце и делују на крвоток и дисајни систем.

### Откриће
Швајцарски хемичар Алберт Хофман је на фармацеутско-хемијском одељењу компаније Сандоз (данас Новартис) у Базелу изучавао лековите биљке и гљиве ради издвајања активних састојака у медицинске сврхе. Он је покушавао дериватима лизергинске киселине добити жељене учинке на експерименталним животињама. 1938. године Хофман је издвојио 25. дериват у низу експеримената, диетиламид лизергинске киселине, од којег је очекивао да ће имати најизраженија тражена својства. Међутим, не само да су позитивни ефекти на животињама изостали, већ је примећено и „необуздано” понашање замораца, па је једињење, означено као ЛСД-25, проглашено неинтересантним и наредних неколико година није проучавано. Пет година касније, 16. априла 1943. године, понављајући опите са овом скоро заборављеном супстанцом, др. Хофман је осетио “снолико стање” бавећи се уобичајеним лабораторијским експериментима, апсорбујући ЛСД случајно преко врхова прстију. Хофманов лабораторијски дневник описује догађај:
Одједном сам постао чудно опијен. Спољни свет постао је промењен, као у сну. Предмети су изгледали као да постају живи; попримали су необичне димензије; и боје су постале сјајније. Чак су се опажај себе и осећај за време променили. Када су очи биле затворене, шарене слике брзо су се мењале као на калеидоскопу. Након пар часова, не неугодна опијеност коју сам искусио потпуно свестан нестала је. Што је узроковало такво стање? 

### Дан бицикла
Хофман је посумњао да опијеност има везе са хемијским једињењем на којем је радио, те је након три дана одлучио да деловање супстанце подробније испита на себи. 19. априла 1943. године у 16 часова и 20 минута, др. Алберт Хофман је унео у себе готово неописиво малу количину, у којој ни једна до тада позната супстанца није била активна у људском организму. Свега 250 микрограма, односно четвртину хиљадитог дела грама. У 17 часова, услед опијености и мучнине, Хофман је замолио свог асистента да га отпрати до куће, а како због ратних рестрикција није било бензина, путовали су бициклом. Јаке халуцинације појављивале су се током вожње, а Хофман је често имао осећај да стоје на месту, премда су се возили веома брзо. У том тренутку није могао ни претпоставити да ће његово искуство, као прво психоделично есид искуство икад, попримити култни статус, а захваљујући надљудском постигнућу вожње бицикла на 250 µг ЛСД-а, овај догађај је остао упамћен као „Дан бицикла“. Наредних неколико часова смењивала се стања халуцинација, мучнине и параноје, а када је лекар дошао и прегледао Хофмана увереног да му се смрт ближи, није утврдио ништа необично на телу осим знатно проширених зеница.
Када се следећег јутра пробудио, схватио је да је открио потпуно непознату супстанцу необичних својстава, чијем ће проучавању посветити остатак свог живота. Наредних деценија, све до своје смрти, Хофман је остао утврђен у мишљењу да је откриће ЛСД-а од пресудне важности за људску еволуцију:
| „               | Мислим да у људској еволуцији никада није било оволико неопходно имати ту супстанцу ЛСД. То је оруђе које нас претвара у оно што би требало да будемо. | ” |
| — Алберт Хофман | |   |

### Научна истраживања
Убрзо по открићу су започели експерименти с применом ЛСД-а у психијатрији. Сандоз је патентирао ЛСД, који се 1940-их давао научним институцијама као експериментални лек под комерцијалним називом Delysid. Лек је коришћен у психотерапеутске сврхе, искључиво под лекарским надзором. У Великој Британији је „ЛСД терапију“ спроводио психијатар Хемфри Осмонд, који је веровао да би овај лек могао помоћи пацијентима с одређеним психичким тегобама у откривању природе менталних поремећаја.
Између 1954. и 1962. године на калифорнијском универзитету Ирвајн психијатар др. Оскар Јанигер (Oscar Janiger) је вршио истраживања о вези између креативности и ЛСД-а.
Током 1950-их у САД су изведена многа академска истраживања која су укључивала велики број стручњака, од којих су најпознатији Харвардски професори др. Тимоти Лири и Ричард Алперт, који су постали убеђени да ЛСД има потенцијала за духовни развој човека. 1961. године професор психологије Тимоти Лири је са својим сарадницима Ралфом Мецнером и Ричардом Алпертом на Харвардском универзитету започео истраживачки програм под називом Харвардски псилоцибин пројекат, истражујући учинке псилоцибина, а касније и ЛСД-а, на студентима. Професору Лирију је одобрена новчана донација од Харвардског универзитета ради изучавања ефеката ЛСД-а на групи од преко 400 добровољаца. Лири наглашава да ЛСД, када је исправно коришћен и дозиран, узет од добро припремљене особе у правој средини и уз надгледање професионалца, може променити понашање особе у добром смеру. Његова истраживања нису изазвала ниједно убиство, самоубиство, психозу нити лоше искуство. Циљеви Лиријевих истраживања су укључивали проналажење начина за лечење алкохолизма и поправљање окорелих криминалаца. Многи учесници његових истраживања извештавају о мистичним и духовним искуствима за која тврде да су им трајно променила живот на боље. Др. Лири, на основу резултата својих истраживања, започиње кампању за терапеутску употребу ЛСД-а. Такође је препоручивао људима ЛСД као један од начина за духовни напредак.
Године 1963. притисак јавног мњења доводи до суспензије истраживања а професори Лири и Алперт бивају отпуштени са Харварда. Разлог томе је што су многе колеге са ненаклоношћу гледале на њихова истраживања а многи родитељи су се жалили управи универзитета због дељења халуциногена њиховој деци. Упркос томе, истраживачи настављају свој рад без академске заштите.

### Немедицинска употреба
1950—их година на Западу су постале честе сеансе уметника, који би након узимања есида стварали уметничка дела под утиском проживљених мисли, што је касније названо психоделична уметност. ЛСД су такође користили и филозофи у истраживању религијских и мистичких искустава. Почетком 1960—их година, ЛСД је као нека врста „лека за све душевне бољке“ постао веома распрострањен у САД. У медијима су многе јавне личности и глумци хвалили своја искуства са ЛСД-ом која су им помогла да пронађу мир. Разне контракултурне скупине, попут Веселих шаљивџија (en. Merry Pranksters), су путовале Америком и проповедале ЛСД.
Процењује се да је до 1962. године око 25.000 Американаца кушало ЛСД, а већ 1965. године број редовних конзумената премашио је четири милиона људи, од чега више од 70% студената и ученика виших разреда средњих школа.
Тимоти Лири је 1960—их година постао познат као "апостол" ЛСД-а, па је чак 19. септембра 1966. оснивао Лигу за духовну обнову, религију у којој је ЛСД света реликвија, трудећи се да легализује ЛСД на основу “слободе вероисповести” као аргумента. Крајем 1966. и почетком 1967. године Лири прави турнеју по универзитетским кампусима ширећи психоделично јеванђеље. 14. јануара 1967. говорио пред 30.000. људи на хипи окупљању у Голден Гејт Парку у Сан Франциску и тада је лансирао своју чувену фразу Turn on, tune in, drop out, која је непреводива како на српски језик тако и на књижевни енглески. Вероватно значи нешто попут: „Откачи, прикључи се, изађи из колотечине“.
Тако су музика, поглед на свијет и мода нараштаја стасалог средином 1960-их били под снажним утицајем ЛСД-а. Чак су и поједини музички жанрови, попут психоделичног рока, претежно обликовани психоделичним дрогама.

### Владини експерименти
Откриће ЛСД-а је изазвало велики интерес америчке обавјештајне службе ЦИА која је већ дуже време тражила тзв. дрогу истине, тј. дрогу која би требало да наведе конзументе на причање, чиме би се лакше долазило до тајних података. Дотад су испробали кофеин, алкохол, мескалин, барбитурате и марихуану, но сви су се показали недостатнима. Кад су 1947. године добили извештаје о ЛСД-у, поверовали су да је то дрога коју траже и одлучили је испробати.
У опсежном истраживачком пројекту под називом МК-УЛТРА америчка тајна служба је дрогирала хиљаде америчких грађана ЛСД-ом без њиховог знања и одобрења. Након година тестирања на војницима, ратним заробљеницима, психијатријским пацијентима, ситним криминалцима, проституткама, гангстерима и властитим агентима, ЦИА одустаје јер деловање ЛСД-а није довољно предвидиво да би се могло искористити у војне и обавештајне сврхе.
С ЛСД-ом је једно време експериментисала и америчка војска.

### Забрана
Због огромне раширености и након неуспелих покушаја да искористе ЛСД у своје сврхе, америчке власти су 1967. ставиле ЛСД ван закона у САД, док је Сандоз још 1965. обуставио производњу Делисида. Научна истраживања на универзитетима и лабораторијама више нису могла да се наставе а ЛСД је гурнут на црно тржиште. 
Међутим, и поред свих забрана, ЛСД је наставио да се широм света илегално производи до дан данас. Такође, постоје бројне организације које се залажу за наставак истраживања ЛСД у медицинске сврхе.

## Употреба
ЛСД се у организам обично уноси сисањем картончића натопљених киселином, гутањем таблета, капсула, прашкова и течности или у виду интравенских инјекција.

### Дозирање
Дозирање ЛСД-а се мери у микрограмима (µg), милионитим деловима грама. Ради поређења, дозирање већине лекова и дрога се мери у милиграмима, хиљадитим деловима грама. Алберт Хофман је сматрао да активна доза мескалина, између 0,2 и 0,5 g, има деловање упоредиво са 100 µg или мање ЛСД-а. Другим речима, ЛСД је између пет и десет хиљада пута јачи од мескалина. Појединачна доза ЛСД-а обично износи између 100 и 500 микрограма, док се деловање може осетити већ са 25 микрограма. Типична доза у 1960-им је износила између 200 и 1000 µg, док је 1990-их смањена на свега 20-80 µg (нека истраживања показују да мање дозе углавном изазивају мање лоших трипова)
Код ЛСД-а не постоје класични симптоми предозирања, али је код врло јаких доза (преко 150 микрограма) вероватноћа параноје и трајних психичких последица битно повећана. Смртоносна доза ЛСД-а код људи није позната, а процењује се да би евентуално износила преко 12 mg по 1 kg телесне тежине. Већина извора преноси да у свету није забележен ниједан смртни случај од предозирања, односно тровања ЛСД-ом. Међутим, према неким изворима један такав случај је забележен новембра 1975. године у Кентакију, када је наступила смрт услед уношења око 1/3 грама (320.000 µg) интравенозно, што је око 3.000 пута више од просечне дозе од око 100 µg.

### Деловање
Деловање ЛСД-а је немогуће потпуно предвидети, јер оно зависи од окружења, расположења, очекивања и, пре свега, психичког стања особе која конзумира ЛСД. Дејство обично почиње након 30-60 минута (зависно од начина уношења и времена последњег оброка) и траје у просеку 6-12 часова. Код особе која је под дејством лисергинске киселине долази до проширења зеница, неповезаног говора, непредвидљивог понашања, бега од људи и несналажења у времену и простору.
Ефекти типични за ЛСД су: визуелне халуцинације отворених и затворених очију, синестезија, промене доживљаја времена и простора, као и сопственог тела, измењени ток свести и мишљења, осећај могућности невербалне комуникације с другим особама, осећај духовног увида или просветљења, изражена креативност, изоштравање осећаја за боје, дубља перцепција звукова и музике и повећана осетљивост на спољашње надражаје. Особа под утицајем ЛСД-а може имати доживљај увида у функционисање унутрашњих органа и телесних процеса. Често долази и до деперсонализације односно губитка ега, што може изазвати јак емоционални одговор, од еуфоричне среће до паничног страха. У нежељена дејства спадају параноја, нагле промене расположења (које могу варирати од дубоке депресије до еуфорије), паника, губитак контроле, страх од смрти и стравично путовање (енгл. horror trip). Код психички нестабилних особа је повећан ризик од параноје и „лошег трипа“. Неугодне физичке манифестације су ретке али може се јавити нелагода, мучнина, повраћање, главобоља или болови у телу.
Нека истраживања 1950-их показују да ЛСД има 50% успешности у лечењу алкохолизма, што је пет пута више него отприлике 10% којих постижу анонимни алкохоличари. Међутим, постоје и научници који оспоравају ефикасност ЛСД у лечењу алкохолизма.

### Последице
Међутим, психичке промене изазване ЛСД-ом, које нису нужно позитивне, могу бити трајне. Чест феномен који прати узимање ЛСД-а је флешбек (енгл. flashback), повратна реакција у трајању од неколико секунди током којих се спонтано враћају халуцинаторни ефекти. Може се јавити данима, месецима, па чак и годинама након уношења ЛСД-а. Такође се може јавити и психоза.
Према новијим истраживањима британских научника, ЛСД је мање штетан од многих легалних супстанци попут дувана и алкохола.